# Динамична памет с произволен достъп
Динамична памет (DRAM) (на английски: dynamic random access memory) – динамична памет с произволен достъп е вид енергозависимо запомнящо устройство с произволен достъп (или оперативно запомнящо устройство, ОЗУ), използвано като оперативна памет в съвременните компютри. Този вид памет съхранява всеки бит данни в отделна клетка и физически е реализиран с отделен кондензатор в рамките на една интегрална схема. Набор от такива клетки образуват модули или регистри с различна дължина на думата. Кондензаторът може да има две състояния: разреден или неразреден. Тези две състояния представляват двете стойности на бита, условно наречени 0 и 1. Информацията в крайна сметка избледнява, освен ако зарядът на кондензатора не се обновява периодично. Освен това при всеки неограничен достъп до паметта част от запаметените данни също повече не се съхраняват. Затова се прави презареждане от т. нар. контролер на паметта, който възстановява загубената информация. Тази необходимост от обновяване на динамичната памет е основното различие от SRAM и други статични памети.

## Физическа структура
Запомнящите клетки на DRAM от кондензатори и необходимите за работата на паметта транзистори са изградени в полупроводниковия материал на интегрална схема. . Обикновено клетките са подредени в ред по 4 бита и в колона също по 4. Така четирите реда и четирите колони образуват т. нар. страница на паметта. Целият набор от клетките памет са разделени в няколко области. Модулът памет конструктивно е изграден върху печатна платка и е свързан електрически със схемите за управление на паметта. Характерно за тази памет, поради нейната физическа структура е, че редът е минималната информация, която може да се обменя от динамичната памет, а не съдържанието на една отделна клетка т.е. само на един отделен бит.